# 加拿大司法委员会
加拿大司法委员会（CJC ) 是加拿大最高司法監察机构，主要負責监督该国的联邦法官。
委員會共包括41名加拿大最高法院大法官，由現任首席大法官理查德瓦格纳担任主席。 

## 成立历史
該委員會由加拿大國會歷經多年討論後,於1971年設立，旨在尊重司法機關作為政府獨立分支的地位的情况下，協調法官專業發展及规范其判決行為。在這之前，針對在任法官的投訴，其核查程序通常由司法部組織，地方首席大法官偶尔也会参与。

### 兰德维尔案
促成该委员会成立的助推劑是法官利奥·兰德维尔案。他曾被指控犯有刑事罪行。尽管这些指控被驳回，但針對他不当行为的指控從未停息。这一事件引起廣汎的公众讨论；法律界的人士亦批评法官仍在任职。尽管法律协会委员会对联邦任命的法官没有管辖权，却在未通知兰德维尔的情况下，出具了一份负面报告。
当时尚无法定程序允许政府開展對法官的調查，政府随后组建了一个仅包括前最高法院法官伊万·兰德的獨任调查委员会。在蘭德的調查报告中，他发现了一些不当之处，并基於此对兰德维尔法官提出了批评。然而，一些人说兰德先生有偏见。在兰德维尔聽證會中，其訴訟代理人、著名宪法律师约翰·乔赛亚·罗比内特嚴厲批评了該流程。
兰德报告公开后，由國會組織的調查委員會最终建议罢免法官，兰德维尔法官最終辞职。
许多人认为在此次事件中所遵循的程序是有缺陷的：在法律層面沒能明確审查法官的行为的程序，这给法律协会、政府、议会甚至其他非司法機構對司法的介入留下了太多的空閒。
威廉·卡普兰教授在他的《錯誤判決》一书中写道：“毫无疑问，兰德维尔案在決定成立该委员会的歷史進程中占据重要地位。”他引用了司法部长的國會秘书在法案二讀會中的發言：“由于司法独立是加拿大民主进程中不可或缺的一部分，因此從一定程度上司法機關成為一個自治機構至關重要。” 
马丁·弗里德兰 (Martin Friedland)表示，“毫无疑问，兰德维尔诉讼的尴尬和不确定性是促使国会采纳这一新程序的因素之一。” 

## 组织和活动
加拿大司法委员会的活动致力于调查关于司法瀆職行为的投诉，並保护法官免受無据指控的影响 

### 成员
理事会有41名成员，由首席大法官和聯席大法官组成。由加拿大最高法院首席大法官，现任大法官理查德·瓦格纳担任主席。  

### 投诉审查
加拿大司法委员会根据《法官法》获得授权，可以调查公众或总检察长对联邦任命法官的不當行为提出的申訴。在对該申訴加以调查后，委员会可以通过司法部长向议会提出免职法官的建议。
加拿大是极少数可以投訴首席大法官的国家之一。在此情況下，首席大法官將被排除于該申訴的审查程序之外。

## 公众查询清单
虽然大多数申訴在不進行公开听证会的情况下得到迅速处理，但在某些情况下，法官的行为被认为足以引起关注，需要进一步调查。
自 1971 年成立以来，CJC 已将总共 14 起投诉（其中涉及三名法官）提交给调查委员会：   

## 批评

### 免職法官數有限
在其成立 40 年的历史中，CJC 仅下令进行 11 次公开调查，其中僅有两次建议将法官免职。 自加拿大联邦成立以来的 145 年里，只有五名高等法院法官被建议免职。 在被免职前，除一人外，其餘法官均選擇主動辭職。 
司法委员会即使在发现法官存在不当行为的情况下，也曾拒绝將其撤职的建议。  2008 年，CJC 的調查小組建議將西奥多·马特洛（Theodore Matlow）免职，尽管委员会成员普遍同意马特洛存在不当行为，大多数成员仍然否決了該撤职建议。 罗科·加拉提（Rocco Galati）批评了在加拿大免職法官的难度，並指出“通过宪法修正案比罢免法官更容易”。 
在司法委员会全体成員无视其調查組的建议，决定让魁北克法官米歇尔·吉鲁阿尔（Michel Girouard）继续担任法官后，加拿大联邦司法部长乔迪·威尔逊-雷布劳（Jody Wilson-Raybould）和魁北克司法部长斯特凡妮·瓦列（Stéphanie Vallée）指示司法委员会重新审议其决定。 
他們表示，不当行为不应直接導致法官被免职，必须先行确定該行为的严重性。  約克大學奥斯古德法学院教授特雷弗·法罗（Trevor Farrow）認爲，罢免法官動議低通過率反映了加拿大对法官独立的高度重视。 

### 构成單一
委員會僅由法官组成。加拉提批评了這一點，並指出法官是加拿大唯一一个真正自我监管的职业，呼吁公众参与對法官的監管过程。 約克大學奥斯古德法学院教授艾伦·哈钦森主张委員會中应加入普通民衆，并批评了法官們向其他职业呼吁自然正义的伪善。 卡爾加里大学法学院教授、加拿大法律伦理协会主席爱丽丝·伍利表示，纳入公众成员将使CJC的程序更加开放透明，减少内部隔阂。 

### 過度保密
在2003年9月，非政府团体和“公民联盟" 加拿大司法投訴委员会，对司法委员会的过度保密表示担忧。伍利批评CJC未能明确解釋哪些行为属于委員會应当制裁的不当行为。 

### 制裁范围
一些批評人士指出，在某些情况下，僅采取解職的方式處理瀆職的法官可能并不合适。 

## 引用文献
1. 1 2  . Canadian Judicial Council.   [2021-11-14]. （原始内容存档于2025-02-14） （英语）.
2. 1 2  Morton, Frederick Lee. . University of Calgary Press. 2002-01-01. ISBN 9781552380468 （英语）.
3. ↑  William Kaplan. .   [2024-08-07]. （原始内容存档于2024-11-06）.
4. ↑  Kaplan, William. Bad Judgment. p. 194.
5. ↑  Friedland, Martin. 1995. A Place Apart: Judicial Independence and Accountability in Canada. p. 88.
6. 1 2 3 4 5 6 7  McKiernan, Michael. . Canadian Lawyer.   [2016-09-09]. （原始内容存档于2017-08-26）.
7. ↑  Scallan, Niamh. . Toronto Star. 2012-07-30  [2016-09-09].
8. ↑  . Maclean's. 2016-09-07  [2016-09-09] （美国英语）.
9. ↑  . Canadian Judicial Council.   [2016-09-09].
10. 1 2 3 4  . CBC News.   [2016-09-09].
11. 1 2 3 4  Schmitz, Chris. . Lawyer's Weekly.   [2016-09-09]. （原始内容存档于2016-09-17）.
12. ↑  "Press Release," Canadian Justice Review Board, 4 Feb. 2005 的存檔，存档日期2011-09-11., accessed 13 July 2013
13. ↑  Crosby, Connie. . SLaw Magazine.   [May 3, 2013].